# 法兰西岛有轨电车4号线
法兰西岛有轨电车4号线（法語：Ligne 4 du tramway d'Île-de-France）是法兰西岛有轨电车线路之一，于2006年启用。本线呈弯曲的南北向, 贯通巴黎东北郊B线的欧奈丛林站 (Aulnay-sous-Bois) 和E线的邦迪站 (Bondy)，在2017年11号线开通以前，4号线是法兰西岛有轨电车中唯一一条由法国国铁 (SNCF) 运营的线路.

## 历史
法兰西岛有轨电车4号线的前身是SNCF远郊路网的一条切向线 (连接郊区与郊区之间), 名叫蛋杯线 （Ligne des Coquetiers）, 后来被SNCF转变成有轨电车.

### 起源

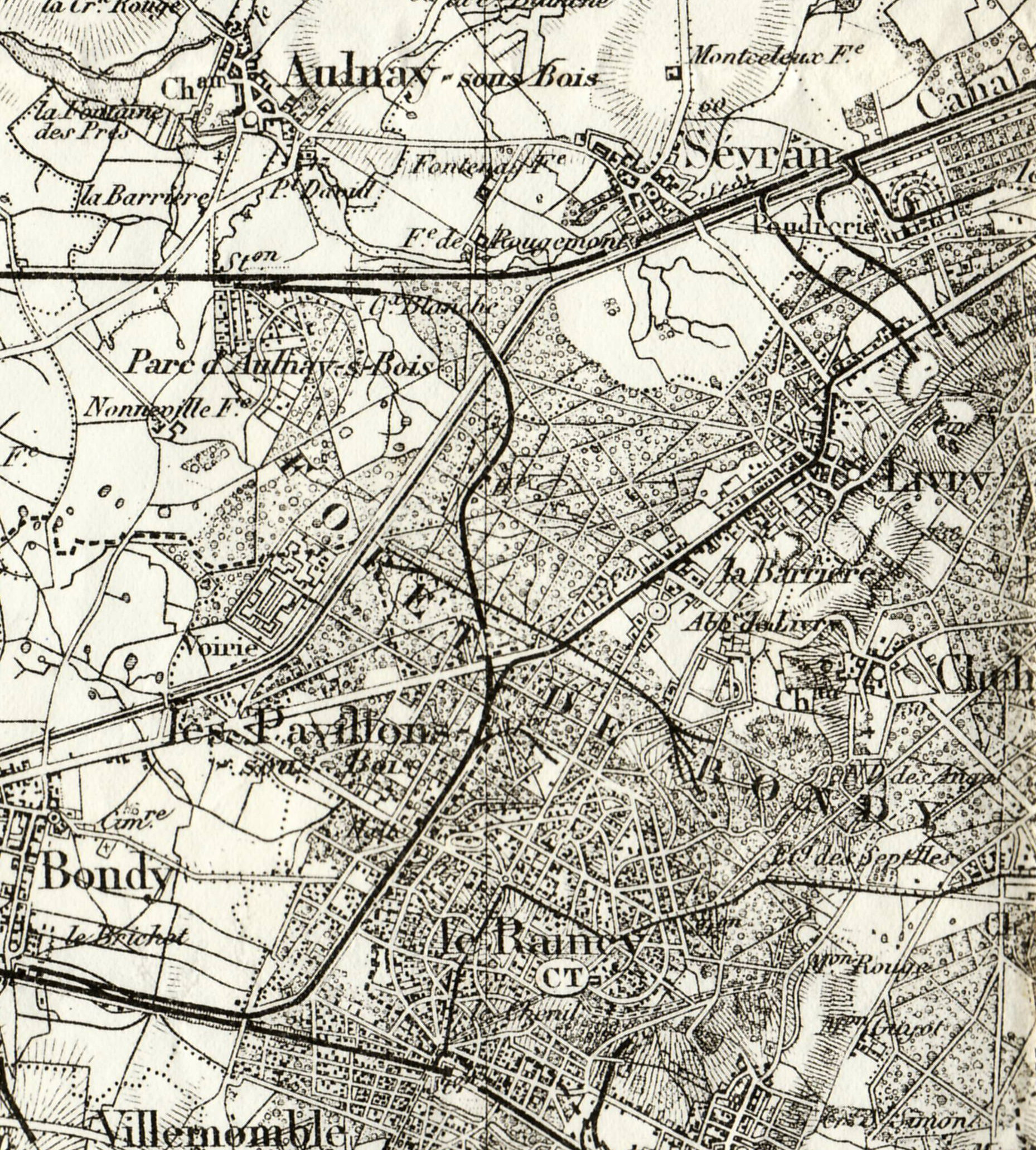
1888年的蛋杯线线路图

1875年8月7日, 在巴黎东北部的法兰西岛近郊, 新修了一条铁路连接北部路网和东部路网, 这便是蛋杯线, 这条短线是在当地工业财团, 业主和市政当局的意图下修建的, 便于工业物资运输, 特别是森林木材和石膏矿. 同时, 这条线亦作为巴黎市外环近郊15-16公里处的战略环线铁路, 于1868年2月7日获批兴建, 并于1872年6月6日对公众发布讯息. 兴建历时约3年.
当时, 这条短线为单轨铁路, 几乎沿着固有的森林小路修建, 除了横跨烏爾克運河 (Canal de l'Ourcq) 的一座15米长的小桥, 以及通往附近森林木材场的一条小支线, 几乎没有其它特别设施, 而那座小桥在1870年普法战争时期曾见证了普鲁士军队的入侵, 后来便安装上了大炮, 并于1940年6月13日二战时, 德国入侵法国后被法军炸毁, 但同年11月12日即被德军修复.

### 运营

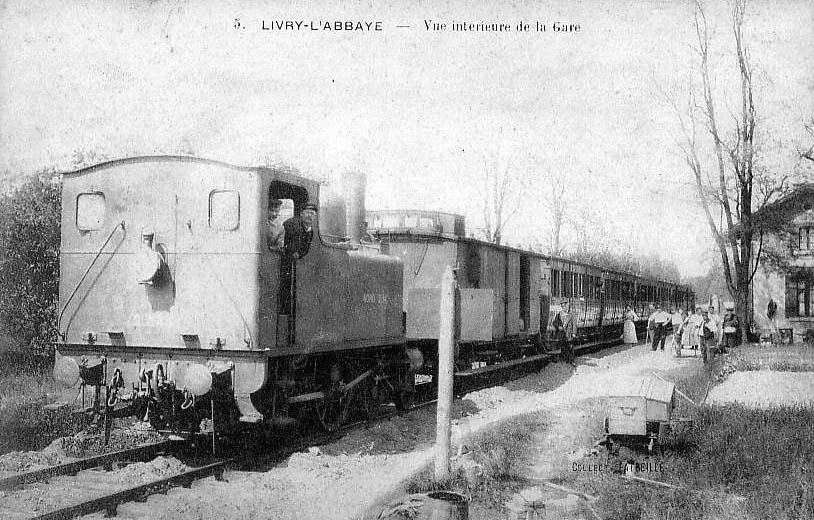
1900年代的蛋杯线

蛋杯线自1875年开始由地方铁路公司运营, 每工作日8班列车, 星期日2班列车, 使用3节蒸汽机车拖卡. 但1877年即出现财政亏空, 于是1880年8月12日, 蛋杯线临时转交给东铁公司 (Compagnie des chemins de fer de l'Est) 运营. 不过后来, 东铁公司永久买下了这条短线, 并且对其进行了大幅整改, 比如建造新站屋, 改为双轨铁路等. 使用车型也被更换为5节新车, 1897年7月, 蛋杯线和东铁公司固有的巴黎－斯特拉斯堡铁路对接, 从那以后, 开始有列车行走巴黎北站<=>奥奈<=>蛋杯线<=>邦迪<=>巴黎东站之间, 走完蛋杯线全程需要大约30分钟. 相应的, 蛋杯线上新增了两个车站. 
随着巴黎郊区的城市化, 蛋杯线的客流量也有了显著地增长. 1904年的年客流量达到30万人, 相当于1884年的7倍. 而到1906年, 每日46班列车也无法阻止线路达到饱和. 1930年代起, 东铁公司开始更换原先的老列车为141 TB和141 TC型机车, 并且在全线安装了新的信号系统. 

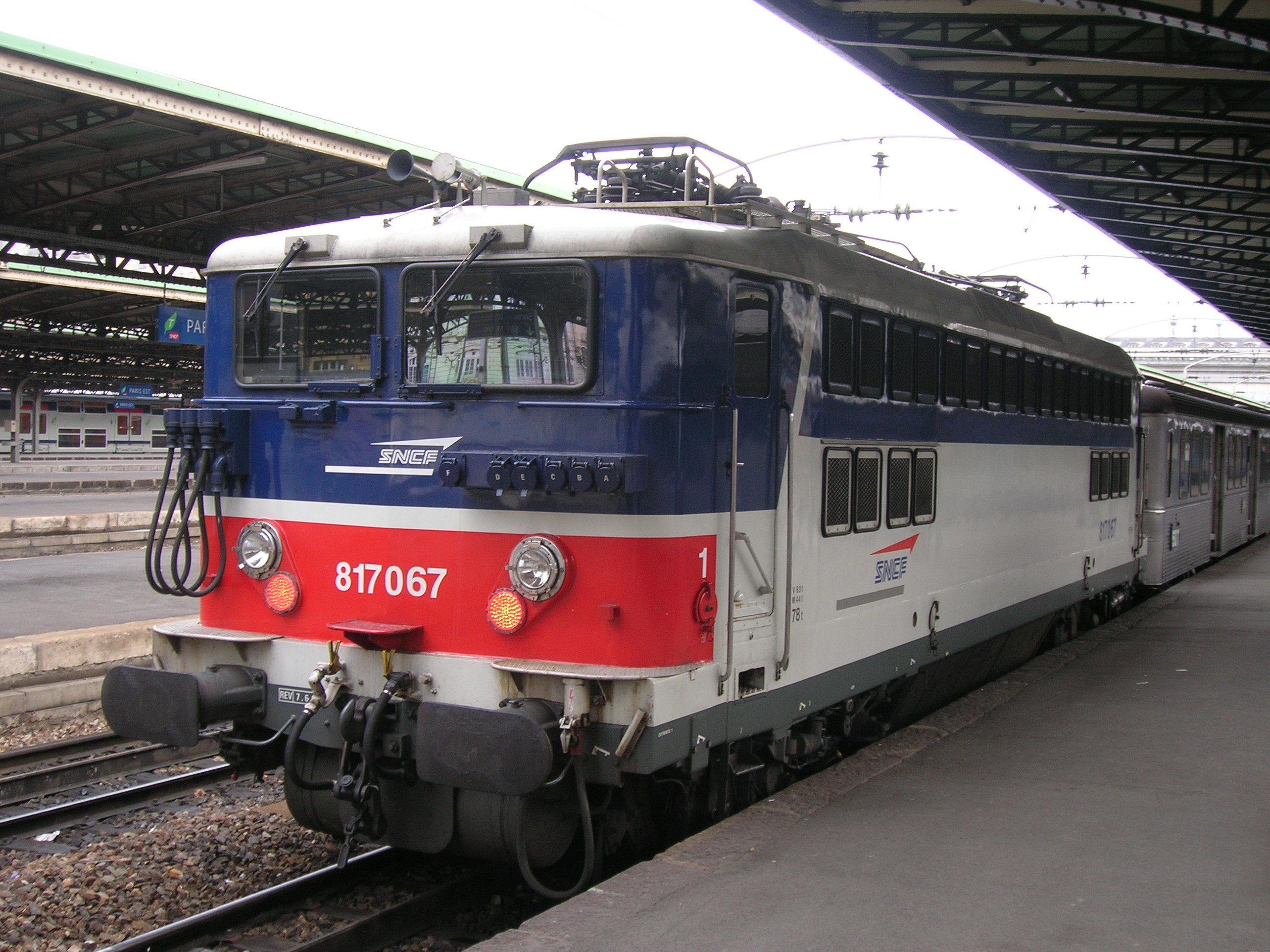
BB 17000机车头

1938年1月1日, 东铁公司并入国铁, 蛋杯线转为国铁运营. 随后的二战严重影响了郊区铁路, 蛋杯线在此期间中断了交通, 并且其车厂在1944年被盟军空袭炸毁. 1962年5月22日, 蛋杯线随着巴黎东站路网的电气化也一并的电气化了, 但线路北部仍然使用内燃机车, 直到1977年9月14日. 随后更换为BB 17000型电力机车和RIB拖卡. 1980年, SNCF重建了其中的一个车站. 
进入1980年代, 随着列车频率的提高和乘客数量的增加, 线路周边众多平交道口阻塞交通的弊端开始暴露. 当局曾考虑把线路建在路堑中, 以根本性解决交通混杂问题, 但终因成本太高放弃. 1993年9月26日, 蛋杯线上的货车全部停开. 1990年代, 修建E线的计划使得蛋杯线上的列车不再前往巴黎东站, 仅在线上穿梭.
1992年开始, 法蘭西島運輸聯合會 (Syndicat des transports d'Île-de-France, STIF) 开始研究蛋杯线的未来走向. 有三个方案: 转变为有轨电车, 铁轨重置, 行走在马路上, 预计要花1亿欧元; 或用轻轨有轨电车代替当前的拖车, 但使用既有的路轨, 成本较低; 或采用法兰西岛规划办 (SDRIF) 于1994年的提案, 将蛋杯线整合进大环线计划, 但最终被TGV取代. 
1998年10月和1999年11月, 利夫里-加尔冈 (Livry-Gargan) 副市长两次提出要重新考量蛋杯线的地位, 而同时, 随着E线的开通, 蛋杯线的客流量开始缩减, 这条短线走到了历史的十字路口.

### 从郊铁到有轨电车
根据当时法国修建有轨电车的经验, SNCF决定把蛋杯线转变为轻轨有轨电车, 即保留原有路轨, 但转变为有轨电车驾驶模式, 以应对大量的平交道口问题. 2003年, 这项计划获得法兰西岛运输联合会和法国铁路局 (Réseau ferré de France) 认可. 
蛋杯线依照以下几点改造为轻轨有轨电车

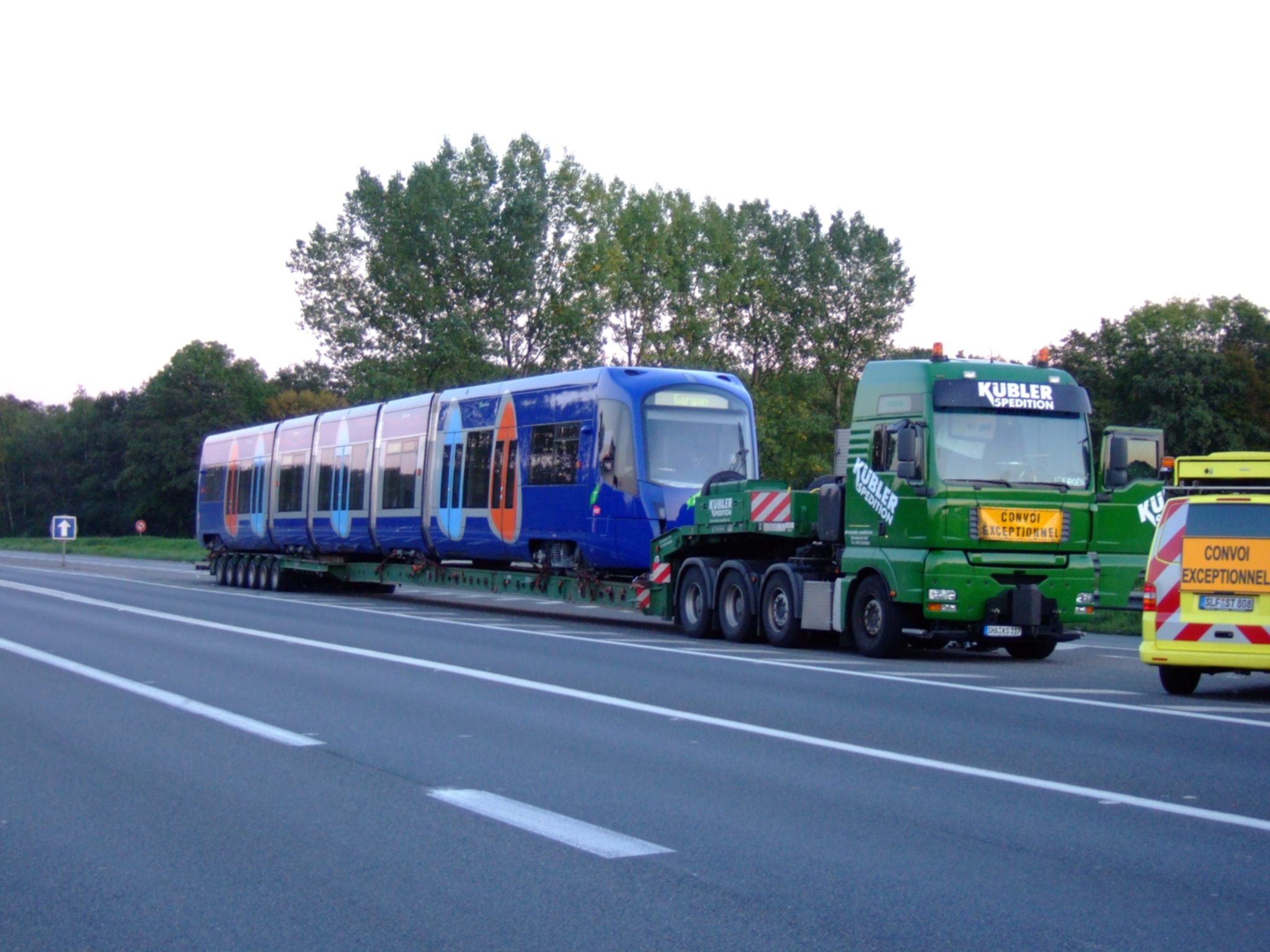
运送中的U 25500有轨电车

- 更高频的车次: 日间至20时, 6分钟一班车, 星期日和节假日则为9分钟一班; 20时至22时, 9分钟一班车; 此后的深夜, 12分钟一班车.
- 新车站以方便乘客搭乘.
- 线路性质由郊铁向城市轻轨转变, 减少平交道口效应.
- 全线彻底双轨化, 以前的双轨化并不彻底. 乌尔克运河的小桥被改造拓宽, 3号国道上的高架铁桥重建.
- 邦迪终点站新增一条路轨.
- 所有的车站全部改造成有轨电车站规模.
- 平交道口信号灯改为和有轨电车路信号灯一样的模式.

2004年6月, 施工开始, 一切按上文的目标进行, 2005年6月, 运河上的桥被拓宽, 2006年1月, 国道上的铁桥重建完毕, 同年夏天, 有轨电车开始投递并试运行, 11月18日, 蛋杯线转变为有轨电车4号线, 正式通车. 全线配备了25千伏交流电和残障人士设施.
SNCF小心谨慎的运营有轨电车4号线, 基于有轨电车相对于国铁其它重型铁路的特殊性, 有轨电车4号线的运营被放在相对隔绝的环境中, 并且没有把线路延长多一站到诺瓦西勒塞克站 (Noisy-le-Sec), 巴黎东北郊的交通要道.

## 线路走向与车站列表
|  |   |  |                                          |                                               |          |                   |              |
|  |   |  | 车站                                     | 经纬度                                        | 区域环数 | 途经城镇          | 转乘其他列车 |
|  | o |  | 邦迪 Bondy                               | 48°53′39″N 2°28′49″E / 48.894061°N 2.48027°E  | 3        | 邦迪              | [T] · (E)    |
|  | o |  | 若雷尔车棚 Remise à Jorelle              | 48°53′35″N 2°29′15″E / 48.893137°N 2.487587°E | 3        | 邦迪              |              |
|  | o |  | 蛋杯 Les Coquetiers                      | 48°53′33″N 2°29′58″E / 48.892512°N 2.499421°E | 3        | 维勒蒙布勒        |              |
|  | o |  | 小环径-约会 Allée de la Tour Rendez-Vous | 48°53′49″N 2°30′23″E / 48.897037°N 2.506298°E | 4        | 维勒蒙布勒        |              |
|  | o |  | 丛林阁 Les Pavillons-sous-Bois           | 48°54′09″N 2°30′42″E / 48.902489°N 2.511738°E | 4        | 勒兰西 丛林阁     |              |
|  | o |  | 加冈 Gargan                              | 48°54′30″N 2°31′01″E / 48.90824°N 2.517006°E  | 4        | 丛林阁            |              |
|  | o |  | 亨利·塞利埃中学 Lycée Henri Sellier      | 48°54′58″N 2°30′54″E / 48.91619°N 2.515005°E  | 4        | 利夫里-加尔冈     |              |
|  | o |  | 修道院 L'Abbaye                          | 48°55′19″N 2°30′59″E / 48.92201°N 2.51648°E   | 4        | 利夫里-加尔冈     |              |
|  | o |  | 车闸城-塞夫朗 Freinville — Sevran        | 48°55′36″N 2°31′09″E / 48.926726°N 2.519049°E | 4        | 塞夫朗            |              |
|  | o |  | 红山-香特卢 Rougemont — Chanteloup       | 48°55′51″N 2°30′55″E / 48.930875°N 2.515149°E | 4        | 塞夫朗 欧奈苏布瓦 |              |
|  | o |  | 欧奈丛林站 Aulnay-sous-Bois              | 48°55′55″N 2°29′47″E / 48.931946°N 2.496256°E | 4        | 欧奈苏布瓦        | [T] · (B)    |

## 使用车型
有轨电车4号线使用U 25500有轨电车 (又名Avanto). 现有15辆在运行, 5节一辆, 长36.97米, 宽2.65米, 高3.52米, 由4个800kW的异步马达推进, 内有80个座位, 可容纳242人. 最大时速为100公里, 但一般限速为70公里, 城市路段则限速50公里, 十字路口更限速为30公里.

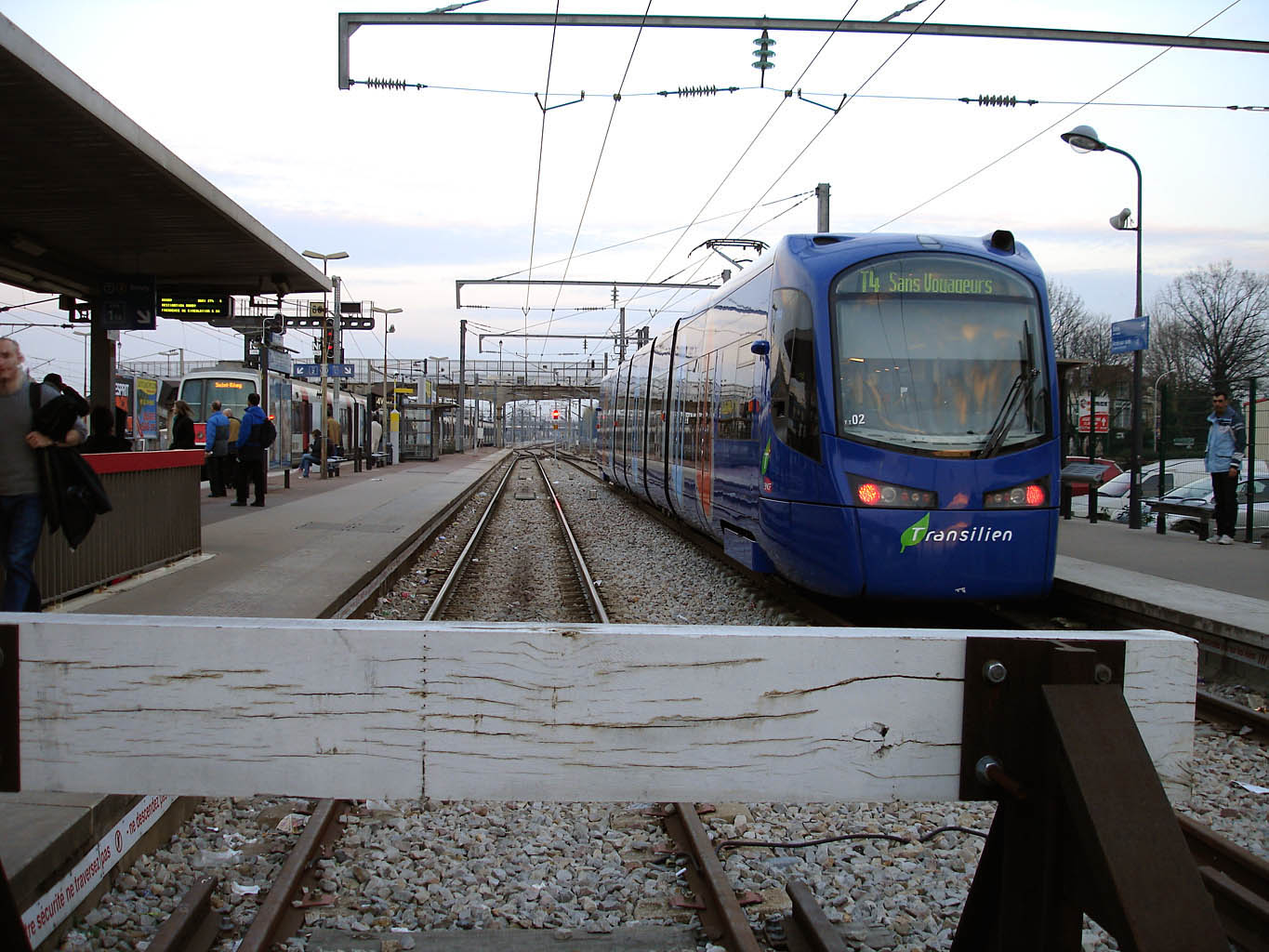
U 25500停靠在奥奈丛林
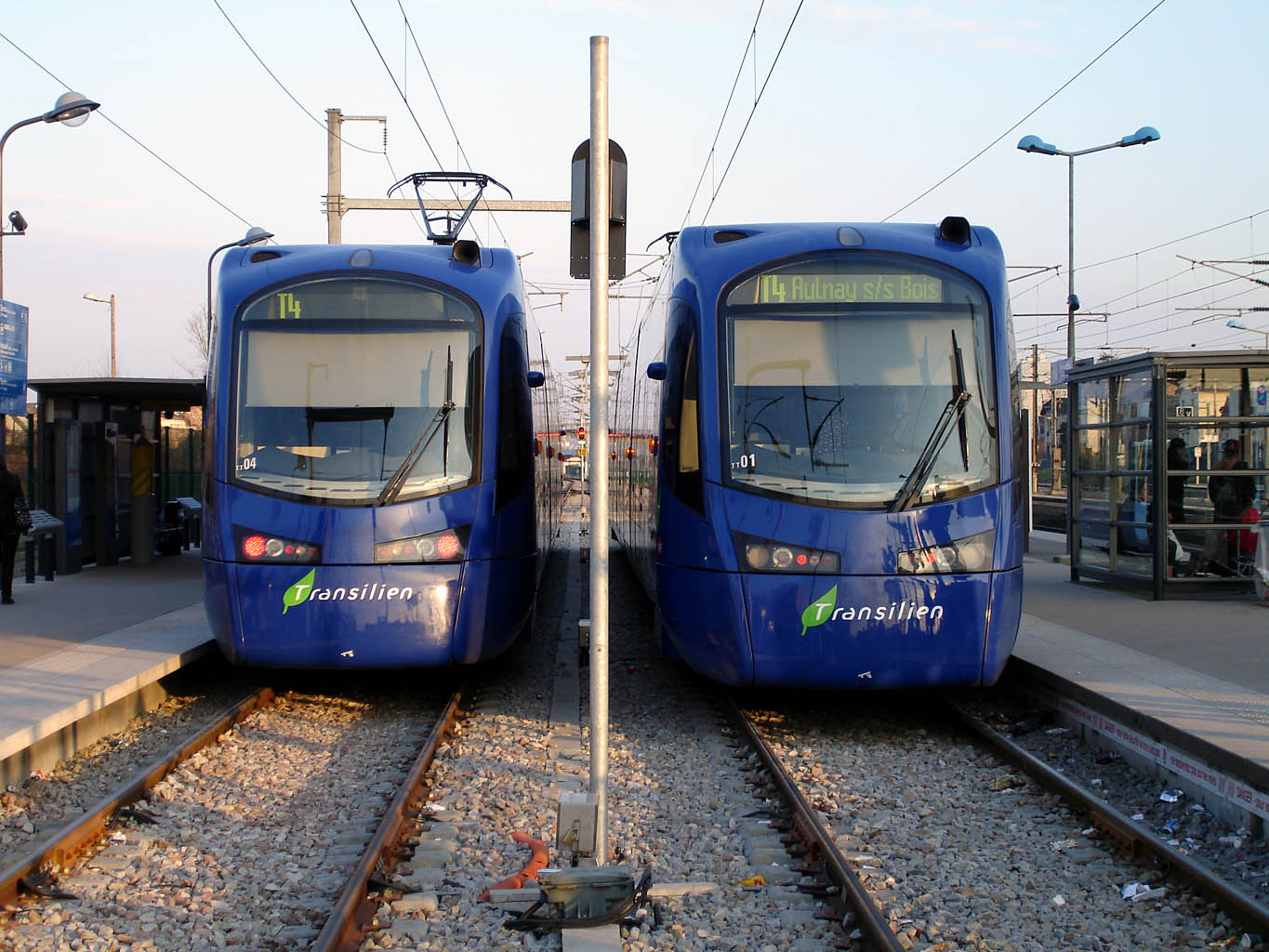
两列U 25500停靠在邦迪
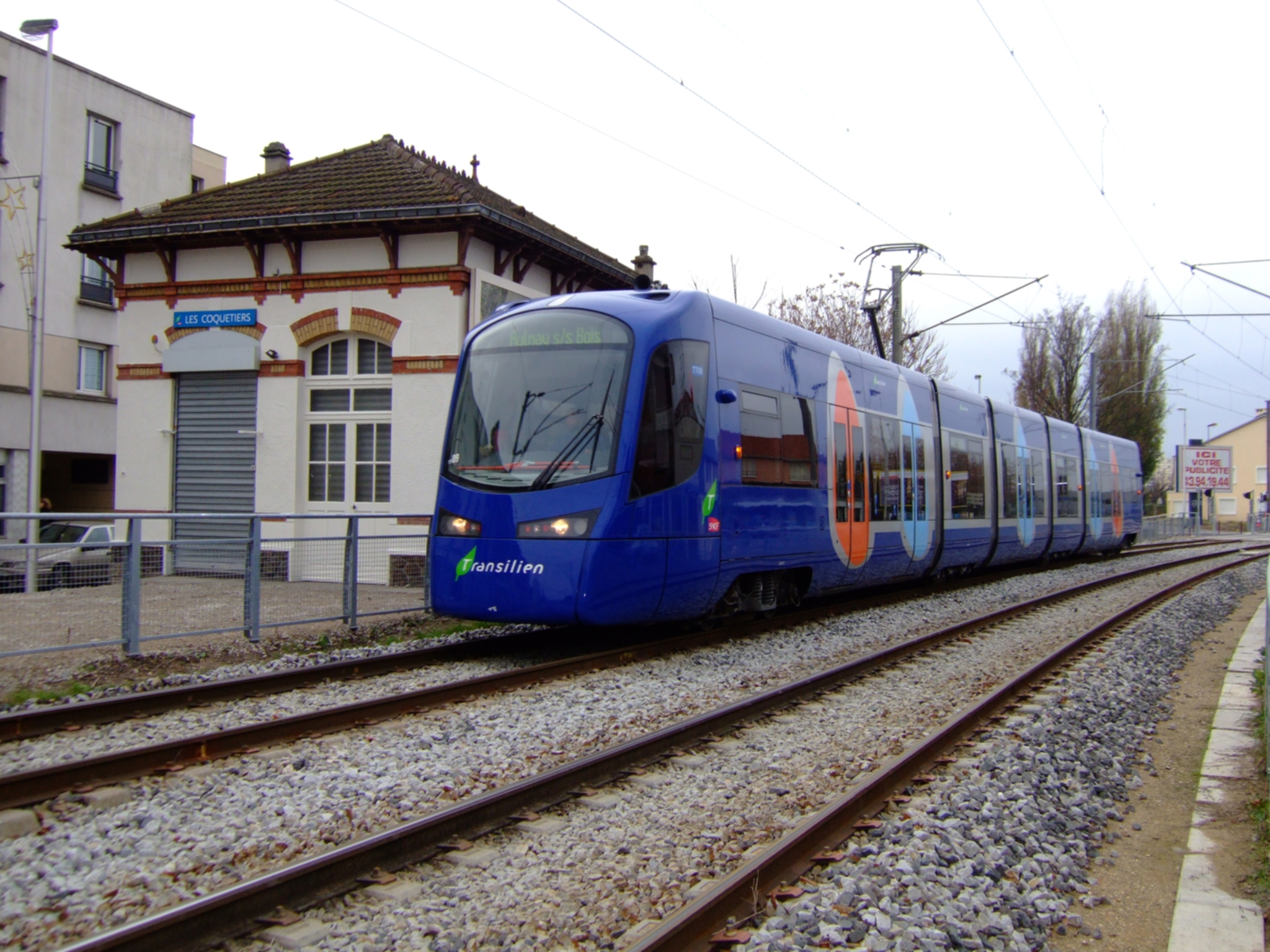
行驶中的U 25500
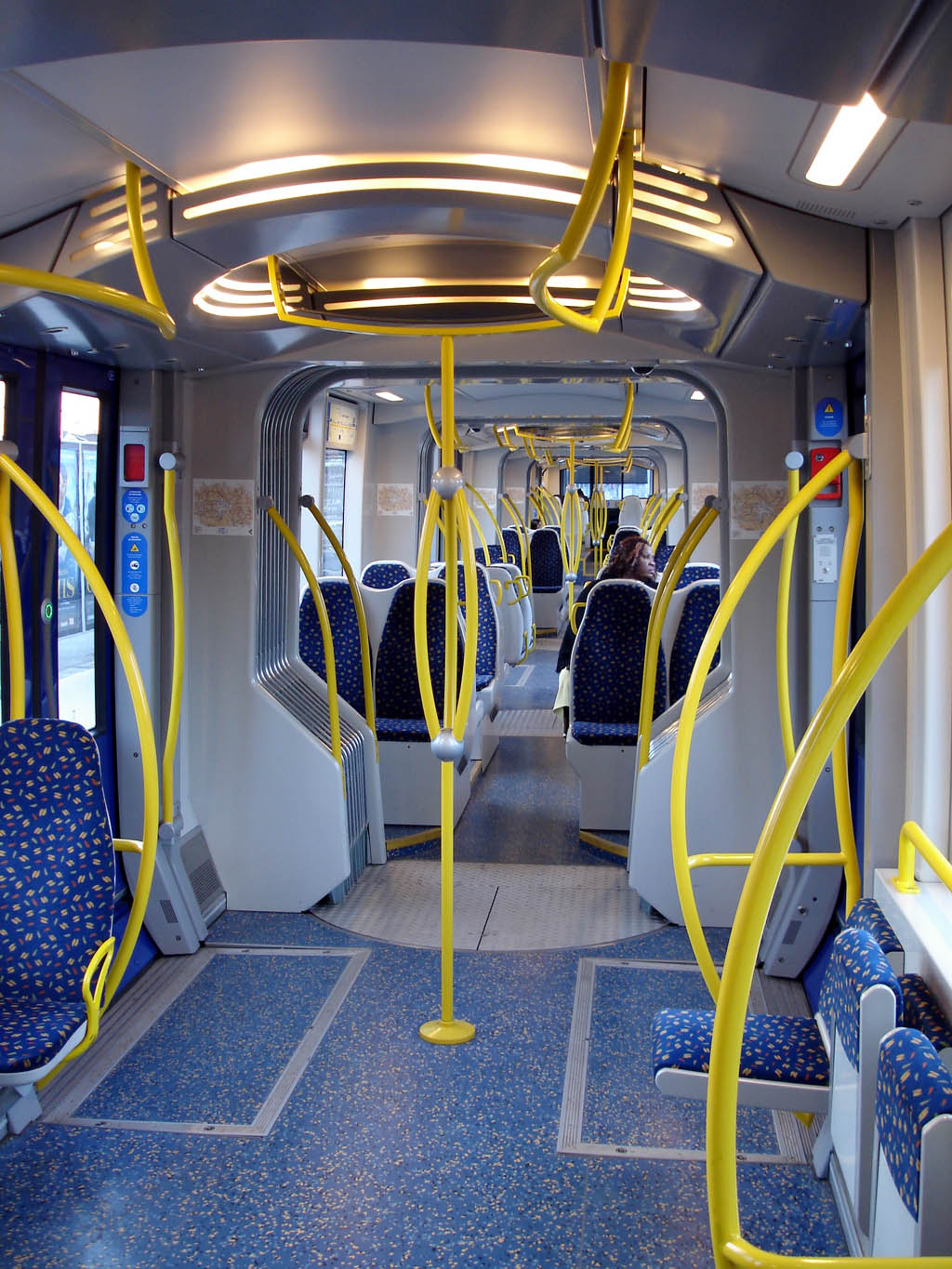
U 25500内景

## 使用状况
有轨电车4号线的年客流量约1300万人.

### 批评
4号线遭到过不少批评. 早在通车当天, 就有两列有轨电车出现刹车故障, 造成全线交通中断, 大量旅客滞留, 最后不得不步行返回. 另外, 不合理的高价收费, 司机过于频繁的使用喇叭扰民, 列车时刻显示屏上显示的等待时间与实际情况永远对不上号, 残障人士设施无法使用, 车内自行车停放空间不足, 蛋杯线站屋作为历史遗迹却被拆毁等因素都是4号线饱受诟病的地方.

## 未来计划

### 克利希-蒙费梅伊支线
法兰西岛规划办计划, 并由法兰西岛运输联合会提议, 将在4号线上新辟一个分支前往克利希丛林 (Clichy-sous-Bois) 和蒙费尔梅伊 (Montfermeil), 以方便当地居民. 
该计划约耗资9000欧元, 如果实现, 则两地居民前往邦迪只需10分钟, 比起乘坐公交车的40分钟大大缩短. 但基于对线路噪音, 运作困难, 平交道口, 征地等诸多因素的考虑, 当地居民对该计划表示反对, 随着2008年法国各市镇大选的临近, 各市政府官员不想为此丧失民心, 丢掉选票, 故亦表示反对. 
目前该计划仍在商讨中. 如果计划通过, 将在2013年开始施工.

### 其他计划
法兰西岛规划办还提议将4号线向西南延伸至诺瓦西勒塞克, 和向北延伸至香特卢高地.